# أليكس سميث (لاعب كرة قدم مواليد 1985)
أليكس سميث (بالإنجليزية: Alex Smith)‏ هو لاعب كرة قدم بريطاني في مركز الوسط، ولد في 16 يوليو 1985 في ونزر في المملكة المتحدة. لعب مع نادي دالاس.